# Manngericht
Das Manngericht (auch Mannding oder Mannkammer, später auch Lehentafel, Lehenkammer, Lehnskammer, Lehens-Curie, Lehnsgericht oder Lehengericht) war eine im Mittelalter vom Landesherren bzw. Lehnsherren einberufene Institution der Rechtsprechung, eine Versammlung der Lehnsmannen zur Urteilsfindung in Lehnssachen.
Im Baltikum des 18. und 19. Jahrhunderts war das Manngericht ein dem Landgericht angeschlossenes ordentliches Gericht mit von den Landadeligen für jeweils drei Jahre gewählten Mannrichtern sowie einem lebenslänglich angestellten rechtskundigen Sekretär.
In Schlesien wurde das Land- oder Provinzial-Gericht auch Manngericht genannt; es bestand aus Vertretern des Landadels und der durch die Städte gebildeten Gerichte.